# NN-240
La carretera NN‑240 es una vía departamental secundaria ubicada en el departamento de León, en el occidente de Nicaragua. Conecta la ciudad de Malpaisillo con el empalme a San Isidro, cerca de la NN-241, facilitando el tránsito entre zonas agrícolas y pequeñas comunidades rurales.

## Trazado y cruces
La siguiente tabla muestra su recorrido, localidades y principales conexiones:
| km   | Localidad                  | Departamento | Conexión / Ruta |
| ---- | -------------------------- | ------------ | --------------- |
| 0.0  | Malpaisillo                | León         |                 |
| 9.3  | Comunidad rural intermedia | León         |                 |
| 18.8 | Empalme a San Isidro       | León         | NN 241          |

## Coordenadas
Uno de los tramos de la NN‑240 puede ser ubicado en las coordenadas: 12°31′41″N 86°39′04″O / 12.5280, -86.6512